# Coyutla (kommun)
Coyutla är en kommun i Mexiko.   Den ligger i delstaten Veracruz, i den sydöstra delen av landet, 180 km nordost om huvudstaden Mexico City.
Följande samhällen finns i Coyutla:
- Coyutla
- Las Lomas
- Chicualoque
- Calalco
- Cruz Verde
- San Marcos
- La Palma
- Independencia
- El Porvenir Hoy Ejido Lázaro Cárdenas
- La Lima